# La Boca (Chile)
La Boca es un pequeño pueblo perteneciente a la comuna de Navidad, en la Provincia Cardenal Caro, Región del Libertador General Bernardo O'Higgins, República de Chile. Se ubica muy cerca de la desembocadura del río Rapel en el límite con la Región de Valparaíso. Hacia el oeste se encuentra el mar y hacia el este el río Rapel. Posee para las personas un buen acceso hacia el mar, no así hacia el río. De acuerdo al censo del año 2013 posee más viviendas que habitantes: 669 habitantes y 799 viviendas, situación que se explica dada su condición de centro turístico, lo que provoca una alta afluencia de personas en temporada de vacaciones. Posee servicios básicos como comercio, hotelería y restaurantes cuya oferta se ve incrementada durante la época estival.
Su principal actividad económica es la pesca artesanal, comercio y pequeña agricultura, además de servicios relacionados al turismo.
La película El club está ambientada en esta localidad.

## Principales atracciones
- La desembocadura del río Rapel, que posee una notable belleza escénica, además de tener la presencia de diversas especies de aves, como los cisnes de cuello negro.
- En la desembocadura del río, Se realiza la práctica del Windsurf gracias a su favorables vientos.
- En sus playas se puede practicar la pesca, especialmente del lenguado.
- La Laguna de El Culenar es una Reserva ecológica en la que se pueden apreciar alrededor de 13 especies diferentes de aves.

## Vías de acceso
Se puede acceder a La Boca por la ruta G-880 que la conecta con las localidades de Navidad y Rapel, camino que se encuentra completamente pavimentado.